# Wacław Martyniuk
Wacław Andrzej Martyniuk (Bytom; 10 de Novembro de 1949 — ) é um político da Polónia. Ele foi eleito para a Sejm em 25 de Setembro de 2005 com 11339 votos em 29 no distrito de Gliwice, candidato pelas listas do partido Sojusz Lewicy Demokratycznej.
Ele também foi membro da Sejm 1991-1993, Sejm 1993-1997, Sejm 1997-2001, and Sejm 2001-2005.